# دينيس هاو
دينيس هاو (بالإنجليزية: Denis Howe)‏ (14 سبتمبر 1928 في المملكة المتحدة - ) هو لاعب كرة قدم بريطاني في مركز الدفاع. لعب مع نادي ساوثيند يونايتد ووست هام يونايتد وBedford Town F.C. ‏ ونادي ألدرشوت ودارلينجتون إف سى.